# 입

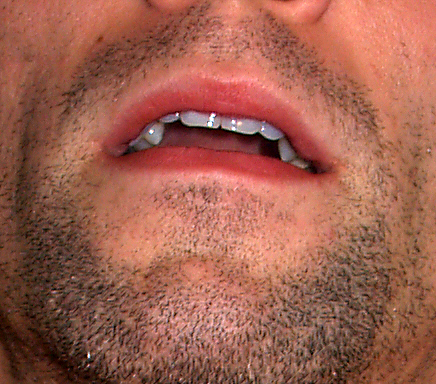
남성의 입

입은 동물의 몸에 난 구멍으로 음식을 먹거나 수분을 마시거나 소리를 내는 데 사용된다. 입에 있는 공간은 구강(口腔, oral cavity)라고 하며 위장관계의 시작지점에 해당한다.네발달린 척추동물에서 입의 바깥쪽은 입술과 턱으로, 안쪽은 인두로 둘러싸여 있으며 안에 혀가 있다. 척추동물 중 조류와 진양서류를 제외하면 일부를 제외하고는 이빨이 있다. 일부 어류는 구강의 앞쪽이 아닌 뒤쪽 인두에 이빨이 발생한다.
절지동물, 연체동물, 척색동물을 포함한 일부 동물 문은 한쪽 끝에 입이 있고 다른 쪽 끝에 항문이 있는 완전한 소화계를 가지고 있다. 개체 발생에서 어느 끝이 먼저 형성되는지는 좌우대칭동물을 선구동물과 후구동물로 분류하는 데 사용되는 기준이다.
생물에 달린 입과 비슷한 기능을 하거나, 비슷한 모양을 한 구멍들도 입으로 부르기도 한다.

## 발달

선구동물(Protostomes)과 후구동물(Deuterostomes)의 입과 항문 발달

최초의 다세포 동물에는 입이나 내장이 없었을 것으로 추정되며 세포내이입(endocytosis)이라는 과정을 통해 음식물 입자가 외부 표면의 세포에 삼켜졌다. 입자는 효소가 분비되고 세포 내에서 소화가 일어나는 액포에 갇히게 된다. 소화산물은 세포질로 흡수되어 다른 세포로 확산되었다. 이러한 형태의 소화는 오늘날 아메바 및 짚신벌레와 같은 단순한 유기체와 큰 크기에도 불구하고 입이나 내장이 없고 세포내이입을 통해 음식을 포획하는 해면에 의해 사용된다.
그러나 대부분의 동물에는 입과 내장이 있으며, 그 내벽은 신체 표면의 상피 세포와 연결되어 있다. 기생적으로 사는 몇몇 동물은 원래 내장이 있었지만 이차적으로 이러한 구조를 잃었다. 이배모세포 동물의 원래 장은 입과 일방통행 내장으로 구성되었을 것으로 추정된다. 일부 현대 무척추동물은 여전히 이러한 시스템을 가지고 있다. 음식은 입을 통해 섭취되고, 장에서 분비된 효소에 의해 부분적으로 분해되고, 생성된 입자는 장 내막의 다른 세포에 의해 삼켜진다. 소화되지 않는 노폐물은 입을 통해 배출된다.
최소한 지렁이만큼 복잡한 동물의 경우, 배아는 한쪽 면에 함몰된 포공(blastopore)을 형성하고, 이것이 깊어져 창자 형성의 첫 번째 단계인 장궁(archenteron)이 된다. 후구동물에서는 포배공이 항문이 되고 장은 결국 터널을 뚫고 또 다른 구멍을 만들어 입을 형성한다.

## 발성기관
입은 발성 기관 중의 하나이다. 입의 모양을 바꾸면 공기의 마찰을 통해 다른 소리를 낼 수 있다.

## 소화기관
입은 식도를 통해서 내장으로 연결되어 있으며, 간단한 소화작용을 할 수 있도록 되어 있다. 침샘에서는 소화액인 침이 나오며 아밀라아제로 다당류인 녹말을 분해한다. 입 속의 이는 음식물을 잘게 씹는 기능을 하며, 물리적인 결합을 분해한다. 혀는 음식물을 침과 함께 섞으며 음식물을 소화되기 좋게 한다. 때문에 장에 큰 부담을 지우지 않는다.

## 같이 보기
- 혀
- 이
- 침